# Péter Márki-Zay
Péter Márki-Zay (9 de mayo de 1972) es un político y economista húngaro. Es alcalde de la localidad de Hódmezővásárhely desde 2018 y cofundador del Mindenki Magyarországa Mozgalom (MMM), en español "Movimiento por una Hungría de Todos".
Márki-Zay fue el candidato conjunto de la oposición que se enfrentó al primer ministro Viktor Orbán en las elecciones parlamentarias húngaras de 2022, al resultar ganador de las primarias de la oposición húngara en 2021.